# سیارک ۷۰۸۷
سیارک ۷۰۸۷ (به انگلیسی: 7087 Lewotsky، نامگذاری:1991TG4) هفت هزار و هشتاد و هفتمین سیارک کشف شده‌است که در ۱۳ اکتبر ۱۹۹۱ کشف شد.
قدر مطلق سیارک برابر ۱۳٫۱۰ است.